# Bax (Haute-Garonne)
Bax is een gemeente in het Franse departement Haute-Garonne (regio Occitanie) en telt 81 inwoners (2009). De plaats maakt deel uit van het arrondissement Muret.

## Geografie
De oppervlakte van Bax bedraagt 5,9 km², de bevolkingsdichtheid is dus 13,7 inwoners per km².
De onderstaande kaart toont de ligging van Bax (Haute-Garonne) met de belangrijkste infrastructuur en aangrenzende gemeenten.

## Demografie
Onderstaande figuur toont het verloop van het inwonertal (bron: INSEE-tellingen).